# Dynamine eldritha
Dynamine eldritha är en fjärilsart som beskrevs av Jose Francisco Zikán 1937. Dynamine eldritha ingår i släktet Dynamine och familjen praktfjärilar. Inga underarter finns listade i Catalogue of Life.